# Pablo Godoy
Pablo Andrés Godoy Cartes (Asunción, 30 de abril de 1984) es un exfutbolista y entrenador paraguayo. Actualmente dirige a Nacional Potosí de la Primera División de Bolivia.

## Trayectoria como entrenador
Su inicio como entrenador se produjo el año 2015, cuando pasó a dirigir los equipos juveniles de Always Ready. También dirigió al club en la Copa Simón Bolívar. En diciembre de 2019 fue nombrado técnico interino durante los dos últimos partidos del torneo clausura, tras la salida de Sebastián Núñez.
En julio de 2021 fue nombrado primer entrenador del equipo, tras la salida de Omar Asad.
En agosto de 2022 fue presentado como nuevo entrenador de Uniersitario de Vinto.
En diciembre de 2022 se confirma su regreso a Always Ready para la temporada 2023.

## Clubes

### Como entrenador
| Club                      | País    | Año               |
| ------------------------- | ------- | ----------------- |
| Always Ready (Inferiores) | Bolivia | 2016 - 2020       |
| Always Ready              | Bolivia | 2021              |
| Universitario de Vinto    | Bolivia | 2022              |
| Always Ready              | Bolivia | 2023              |
| Ciclón                    | Bolivia | 2023              |
| Universitario de Vinto    | Bolivia | 2023 - 2024       |
| ABB                       | Bolivia | 2025              |
| Nacional Potosí           | Bolivia | 2025 - Actualidad |

## Palmarés

### Como entrenador
Títulos nacionales
| Título                 | Club         | País    | Edición |
| ---------------------- | ------------ | ------- | ------- |
| Campeonato de Reservas | Always Ready | Bolivia | 2021    |